# .my
.my (Inglês: Malaysia) é o código TLD (ccTLD) na Internet para a Malásia. Operado pelo MYNIC, através do recém criado Ministério Digital, é comercializado globalmente diretamente a partir do segundo nível, através de uma parceria entre MYNIC, Tucows Registry e Internet Naming Co.

## Terceiro Nível
O registro de terceiro nível feito em domínios de categorias, e restritivo.
- com.my - Atividades comerciais
- coop.my - Cooperativas
- gov.my - Entidades governamentais
- net.my - Provedores e empresas de internet